# Delphish
Delphish è un software che protegge i dati dell'utente. È un'estensione antiphishing freeware per Microsoft Outlook e Outlook Express, integrata come una barra degli strumenti.
Delphish permette all'utente di verificare l'autore e il paese di origine delle e-mail sospette. Rileva dei collegamenti nascosti, informa l'utente dell'origine e dell'operatore dei siti web collegati, e analizza l'intero messaggio.
Delphish è stato creato e sviluppato da un team che ha creato il più famoso SaferSurf, un altro software per sicurezza informatica prodotto da Nutzwerk, una società del software con la sede a Lipsia che sviluppa le tecnologie dell'internet.

## Funzionalità
La lista delle funzionalità comprende:
- Controllo della posta elettronica: Nella prima fase, le e-mail sospette vengono confrontate con note e-mail per phishing. Se non vi è alcuna corrispondenza, la fase successiva è una valutazione del rischio di tutti i collegamenti nella posta elettronica.
- Visualizzazione di stato: La barra degli strumenti di Delphish mostra se l'e-mail selezionata è già stata controllata e come è stata classificata da Delphish.
- Cestino: Una e-mail riconosciuta come phishing viene messa in una cartella separata, al fine di evitare che l'utente selezioni accidentalmente i link al suo interno.
- Impostazioni: È qui che l'utente può modificare la lingua, entrare in un proxy o controllare la visualizzazione dello stato.
- Statistiche: Dati utili su e-mail. Ad esempio, l'utente può vedere i primi dieci domini che gli hanno inviato le e-mail con phishing.
- Geolocalizzazione: Informazioni geospaziali vengono rilevate per ogni collegamento e-mail e visualizzate in modo che l'utente possa vedere il paese del server dietro il link.
- Whois: Informazioni sui proprietari, amministratori e la data di registrazione del dominio vengono presentate all'utente per ogni link testato.

## Recensioni

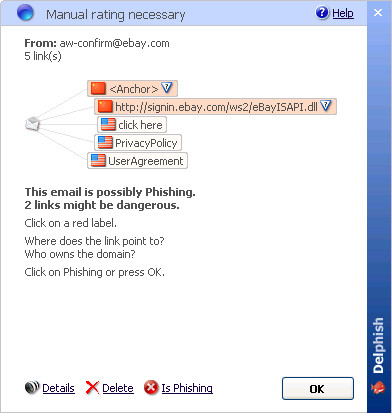
Delphish sospetta il phishing.

Quando Delphish è stato pubblicato nel 2007, le recensioni sono state positive.
Ghacks ha detto: "Potete utilizzare Delphish come un primo livello di difesa contro phishing, ma dovreste fare in modo che siate in grado anche di analizzare le mail da soli."
Computerwoche scriveva: "Anche se Delphish non offre una protezione antiphishing totale, è uno strumento utile e informativo."
IT SecCity ha commentato: "Adesso l'utente stesso può evaluare il pericolo da ogni link, dal momento che ottiene dettagliate informazioni su ogni link, come il suo obiettivo reale, il suo tipo, la sua popolarità, la sua età, i proprietari di domini ecc." 
Online PC ha detto: "[Delphish] fornisce i vantaggi del riconoscimento automatico e accresce la consapevolezza da parte dell'utente di un uso sicuro e responsabile di e-mail."